# Kimini (Niangoloko)
Pour les articles homonymes, voir Kimini.
Kimini est une commune rurale située dans le département de Niangoloko de la province de Comoé dans la région des Cascades au Burkina Faso.